# Åsa Norberg och Jennie Sundén
Åsa Norberg och Jennie Sundén, båda födda 1977, är två konstnärer och curatorer som arbetat tillsammans som en duo sedan 2005 och som bor och verkar i Göteborg. De började sitt konstnärliga samarbete under studietiden vid Konsthögskolan i Umeå (2002-2007) och har arbetat ihop sedan dess. Sedan 2007 driver de även det curatoriella projektet Hit, ibland kallat Galleri Hit, på Älvsborgsgatan i Göteborg.
Den första separatutställning hade duon 2005 på Galleri Rotor, Göteborg. Den första större separatutställningen med Norberg och Sundén arrangerades våren 2017 på Göteborgs Konsthall där de både presenterade sin konstnärliga, men även sin curatoriella verksamhet genom att bjuda in ytterligare sju internationella konstnärer som presenterade sex videoverk i utställningen. Dessa konstnärer hade Norberg och Sundén tidigare presenterat på Hit. Norberg och Sundén har även deltagit i ett flertal grupputställningar på bland annat Marabouparkens Konsthall (2016), Skånes Konstförening (2016), Tensta Konsthall (2012 & 2014), Bonniers Konsthall (2009) och Bildmuseet (2007). De har tilldelats Göteborg Stads kulturstipendium samt ett tvåårigt arbetsstipendium från Konstnärsnämnden.